# Receptor muscarínico M4
En bioquímica y farmacología, el receptor muscarínico M4 (CHRM4), también llamado receptor colinérgico, muscarínico 4, es un de cinco receptores muscarínicos humanos para el neurotransmisor acetilcolina y el nombre del gen humano que codifica al receptor (en cursivas: CHRM4). Como el resto de los receptores muscarínicos, el receptor M4 está asociado a una familia de proteínas G intracelulares.

## Ubicación
El receptor M4 se localiza predominantemente en los axones de neuronas que parten del cerebro para inervar células diana a lo largo de la corteza cerebral y el hipocampo. El receptor M4 es una proteína transmembranal, es decir, atraviesa la membrana plasmática por medio de siete segmentos altamente conservados—que existe poca variabilidad en los aminoácidos de estos segmentos—, cada uno de los cuales atraviesa la membrana una vez. El receptor se encuentra a su vez asociado a proteínas G de la clase Gi los cuales usan a las vías de señalización celular de la adenilil ciclasa.

## Función
La señalización mediada por el receptor M4 está definida por la unión de la acetilcolina a un sitio de unión sobre el receptor y termina con la expresión de genes de factores de transcripción del ADN, como el Egr-1, los cuales a su vez, inician la transcripción de proteínas celulares. No se han aclarado las aplicaciones clínicas de la comunicación mediada por el receptor M4. Se sabe, por ejemplo, que la concentración de los receptores M4 y M2 están disminuidos en el giro temporal superior del lóbulo temporal en pacientes con esquizofrenia. Los efectos del receptor M4 son bloqueados por la atropina.